# 2002-es rövid pályás úszó-Európa-bajnokság
A 2002-es rövid pályás úszó-Európa-bajnokságot december 12. és december 15. között rendezték Riesában, Németországban. Az Eb-n 38 versenyszámot rendeztek.

## Magyar éremszerzők
| Helyezés | Éremszerző       | Versenyszám        | Eredmény |
| -------- | ---------------- | ------------------ | -------- |
| Arany    | Risztov Éva      | női 400 m gyors    | 4:01,95  |
| Arany    | Risztov Éva      | női 800 m gyors    | 8:14,72  |
| Arany    | Risztov Éva      | női 200 m pillangó | 2:07,19  |
| Ezüst    | Kerékjártó Tamás | férfi 200 m vegyes | 1:56,07  |
| Ezüst    | Risztov Éva      | női 400 m vegyes   | 4:33,09  |
| Bronz    | Bodor Richárd    | férfi 200 m mell   | 2:10,62  |
| Bronz    | Cseh László      | férfi 400 m vegyes | 4:08,96  |
| Bronz    | Kovács Ágnes     | női 100 m mell     | 1:07,97  |

## Éremtáblázat
(A táblázatban Magyarország és a rendező nemzet eltérő háttérszínnel kiemelve.)
| Helyezés | Nemzet             | Arany | Ezüst | Bronz | Összesen |
| 1.       | Németország        | 7     | 7     | 8     | 22       |
| 2.       | Olaszország        | 5     | 2     | 2     | 9        |
| 2.       | Svédország         | 5     | 2     | 2     | 9        |
| 4.       | Ukrajna            | 4     | 2     | 3     | 9        |
| 5.       | Egyesült Királyság | 3     | 4     | 1     | 8        |
| 6.       | Magyarország       | 3     | 2     | 3     | 8        |
| 7.       | Szlovákia          | 3     | 0     | 0     | 3        |
| 8.       | Finnország         | 2     | 3     | 1     | 6        |
| 9.       | Fehéroroszország   | 2     | 2     | 1     | 5        |
| 10.      | Ausztria           | 1     | 2     | 0     | 3        |
| 11.      | Oroszország        | 1     | 1     | 3     | 5        |
| 11.      | Szlovénia          | 1     | 1     | 3     | 5        |
| 13.      | Hollandia          | 1     | 0     | 2     | 3        |
| 14.      | Izland             | 1     | 0     | 1     | 2        |
| 15.      | Csehország         | 0     | 3     | 0     | 3        |
| 16.      | Dánia              | 0     | 2     | 1     | 3        |
| 17.      | Franciaország      | 0     | 2     | 0     | 2        |
| 18.      | Horvátország       | 0     | 1     | 1     | 2        |
| 19.      | Svájc              | 0     | 1     | 0     | 1        |
| 20.      | Litvánia           | 0     | 0     | 2     | 2        |
| 21.      | Spanyolország      | 0     | 0     | 1     | 1        |
| 21.      | Görögország        | 0     | 0     | 1     | 1        |
| 21.      | Izrael             | 0     | 0     | 1     | 1        |
| 21.      | Románia            | 0     | 0     | 1     | 1        |
| Összesen | Összesen           | 39    | 37    | 38    | 114      |

## Érmesek
- WR – világrekord (World Record)
- ER – Európa-rekord (európai versenyző által elért eddigi legjobb eredmény) (European Record)

### Férfi
| Versenyszám              | Arany                                                                        | Arany       | Ezüst                                                                                     | Ezüst    | Bronz                                                                               | Bronz    |
| ------------------------ | ---------------------------------------------------------------------------- | ----------- | ----------------------------------------------------------------------------------------- | -------- | ----------------------------------------------------------------------------------- | -------- |
| 50 m-es gyorsúszás       | Stefan Nystrand · Svédország                                                 | 21,55       | Lorenzo Vismara · Olaszország                                                             | 21,66    | Rolandas Gimbutis · Litvánia                                                        | 21,74    |
| 100 m-es gyorsúszás      | Lorenzo Vismara · Olaszország                                                | 47,33       | Jere Hård · Finnország                                                                    | 48,15    | Johan Kenkhuis · Hollandia                                                          | 48,23    |
| 200 m-es gyorsúszás      | Emiliano Brembilla · Olaszország                                             | 1:45,39     | Květoslav Svoboda · Csehország                                                            | 1:45,45  | Matteo Pelliciari · Olaszország                                                     | 1:45,79  |
| 400 m-es gyorsúszás      | Emiliano Brembilla · Olaszország                                             | 3:40,60     | Yuri Prilukov · Oroszország                                                               | 3:41,90  | Athanasios Oikonomou · Görögország                                                  | 3:44,68  |
| 1500 m-es gyorsúszás     | Yuri Prilukov · Oroszország                                                  | 14:35,06 ER | David Davies · Egyesült Királyság                                                         | 14:42,51 | Christian Minotti · Olaszország                                                     | 14:51,43 |
|                          |                                                                              |             |                                                                                           |          |                                                                                     |          |
| 50 m-es hátúszás         | Thomas Rupprath · Németország                                                | 23,66       | Stev Theloke · Németország                                                                | 24,29    | Darius Grigalionis · Litvánia                                                       | 24,62    |
| 100 m-es hátúszás        | Thomas Rupprath · Németország                                                | 51,51       | Stev Theloke · Németország                                                                | 51,71    | Örn Arnarson · Izland                                                               | 51,91    |
| 200 m-es hátúszás        | Örn Arnarson · Izland                                                        | 1:54,00     | Stephen Parry · Egyesült Királyság UK                                                     | 1:54,11  | Gordan Kožulj · Horvátország                                                        | 1:54,50  |
| 50 m-es mellúszás        | Oleg Lisogor · Ukrajna                                                       | 26,94       | Mark Warnecke · Németország                                                               | 27,15    | Jens Kruppa · Németország                                                           | 27,36    |
| 100 m-es mellúszás       | Oleg Lisogor · Ukrajna                                                       | 59,09       | Hugues Duboscq · Franciaország                                                            | 59,18    | Jarno Pihlava · Finnország                                                          | 59,49    |
| 200 m-es mellúszás       | Davide Rummolo · Olaszország                                                 | 2:07,70     | Maxim Podoprigora · Ausztria                                                              | 2:09,87  | Bodor Richárd · Magyarország                                                        | 2:10,62  |
|                          |                                                                              |             |                                                                                           |          |                                                                                     |          |
| 50 m-es pillangóúszás    | Jere Hård · Finnország                                                       | 23,47       | Miloš Milošević · Horvátország                                                            | 23,62    | Igor Marchenko · Oroszország                                                        | 23,75    |
| 100 m-es pillangóúszás   | Thomas Rupprath · Németország                                                | 50,77       | Andriy Serdinov · Ukrajna                                                                 | 51,57    | Igor Marchenko · Oroszország                                                        | 51,61    |
| 200 m-es pillangóúszás   | Stephen Parry · Egyesült Királyság                                           | 1:52,91     | James Hickman · Egyesült Királyság                                                        | 1:53,02  | Ioan Gherghel · Románia                                                             | 1:55,49  |
|                          |                                                                              |             |                                                                                           |          |                                                                                     |          |
| 100m vegyesúszás         | Peter Mankoč · Szlovénia                                                     | 53,05       | Jani Sievinen · Finnország                                                                | 53,58    | Oleg Lisogor · Ukrajna                                                              | 53,65    |
| 200m vegyesúszás         | Jani Sievinen · Finnország                                                   | 1:55,47     | Kerekjartó Tamás · Magyarország                                                           | 1:56,07  | Peter Mankoč · Szlovénia                                                            | 1:56,28  |
| 400m vegyesúszás         | Alessio Boggiatto · Olaszország                                              | 4:07,44     | Jacob Carstensen · Dánia                                                                  | 4:08,80  | Cseh László · Magyarország                                                          | 4:08,96  |
|                          |                                                                              |             |                                                                                           |          |                                                                                     |          |
| 4 × 50 m-es gyorsváltó   | Hollandia · Johan Kenkhuis · Gijs Damen · Ewout Holst · Mark Veens           | 1:26,41     | Olaszország · Lorenzo Vismara · Christian Galenda · Michele Scarica · Domenico Fioravanti | 1:26,63  | Ukrajna · Denys Sylantyev · Oleksandr Volynets · Oleg Lisogor · Vyacheslav Shyrshov | 1:26,83  |
| 4 × 50 m-es vegyes váltó | Németország · Stev Theloke · Jens Kruppa · Thomas Rupprath · Carsten Dehmlow | 1:34,72     | Finnország · Jani Sievinen · Jarno Pihlava · Tero Välimaa · Jere Hård                     | 1:35,69  | Ukrajna · Vyacheslav Shyrshov · Oleg Lisogor · Andriy Serdinov · Oleksandr Volynets | 1:36,46  |

### Női
| Versenyszám              | Arany                                                                                         | Arany      | Ezüst                                                                                                 | Ezüst   | Bronz                                                                               | Bronz   |
| ------------------------ | --------------------------------------------------------------------------------------------- | ---------- | --- | ------- | ----------------------------------------------------------------------------------- | ------- |
| 50 m-es gyorsúszás       | Alison Sheppard · Egyesült Királyság                                                          | 24,20      | Aljakszandra Heraszimenya · Fehéroroszország                                                          | 24,74   | Anna-Karin Kammerling · Svédország                                                  | 24,98   |
| 100 m-es gyorsúszás      | Alena Popchanka · Fehéroroszország                                                            | 53,66      | Martina Moravcová · Szlovákia                                                                         | 53,66   | Petra Dallmann · Németország                                                        | 54,03   |
| 200 m-es gyorsúszás      | Alena Popchanka · Fehéroroszország                                                            | 1:55,91    | Solenne Figuès · Franciaország                                                                        | 1:56,26 | Josefin Lillhage · Svédország                                                       | 1:56,57 |
| 400 m-es gyorsúszás      | Risztov Éva · Magyarország                                                                    | 4:01,95    | Jana Klocskova · Ukrajna                                                                              | 4:04,50 | Hannah Stockbauer · Németország                                                     | 4:07,48 |
| 800 m-es gyorsúszás      | Risztov Éva · Magyarország                                                                    | 8:14,72 ER | Flavia Rigamonti · Svájc                                                                              | 8:16,16 | Hannah Stockbauer · Németország                                                     | 8:20,92 |
|                          |                                                                                               |            | |         |                                                                                     |         |
| 50 m-es hátúszás         | Antje Buschschulte · Németország                                                              | 27,62      | Ilona Hlaváčková · Csehország                                                                         | 27,75   | Janine Pietsch · Németország                                                        | 27,88   |
| 100 m-es hátúszás        | Antje Buschschulte · Németország                                                              | 58,60      | Ilona Hlaváčková · Csehország                                                                         | 59,61   | Sarah Price · Egyesült Királyság                                                    | 59,83   |
| 200 m-es hátúszás        | Sarah Price · Egyesült Királyság                                                              | 2,05,19    | Antje Buschschulte · Németország                                                                      | 2,06,26 | Stanislava Komarova · Oroszország                                                   | 2,07,57 |
|                          |                                                                                               |            | |         |                                                                                     |         |
| 50 m-es mellúszás        | Emma Igelström · Svédország                                                                   | 30,89      | Sarah Poewe · Németország                                                                             | 30,90   | Janne Schäfer · Németország                                                         | 31,12   |
| 100 m-es mellúszás       | Sarah Poewe · Németország                                                                     | 1:06,67    | Mirna Jukić · Ausztria                                                                                | 1:07,11 | Kovács Ágnes · Magyarország                                                         | 1:07,97 |
| 200 m-es mellúszás       | Mirna Jukić · Ausztria                                                                        | 2:21,66    | Sarah Poewe · Németország                                                                             | 2:21,99 | Anne Poleska · Németország                                                          | 2:23,51 |
|                          |                                                                                               |            | |         |                                                                                     |         |
| 50 m-es pillangóúszás    | Anna-Karin Kammerling · Svédország                                                            | 25,78      | Lena Hallander · Svédország                                                                           | 26,74   | Vered Borochovski · Izrael                                                          | 26,87   |
| 100 m-es pillangóúszás   | Martina Moravcová · Szlovákia                                                                 | 56,82      | Anna-Karin Kammerling · Svédország                                                                    | 57,94   | Mette Jacobsen · Dánia                                                              | 59,09   |
| 200 m-es pillangóúszás   | Risztov Éva · Magyarország                                                                    | 2:07,19    | Mette Jacobsen · Dánia                                                                                | 2:08,30 | Roser Vives · Spanyolország                                                         | 2:08,40 |
|                          |                                                                                               |            | |         |                                                                                     |         |
| 100m vegyesúszás         | Martina Moravcová · Szlovákia                                                                 | 1:00,21    | Alison Sheppard · Egyesült Királyság                                                                  | 1:00,99 | Alenka Kejžar · Szlovénia                                                           | 1:01,43 |
| 200m vegyesúszás         | Jana Klocskova · Ukrajna                                                                      | 2:08,28 ER | Alenka Kejžar · Szlovénia                                                                             | 2:09,33 | Hanna Shcherba · Fehéroroszország                                                   | 2:10,23 |
| 400m vegyesúszás         | Jana Klocskova · Ukrajna                                                                      | 4:29,81    | Risztov Éva · Magyarország                                                                            | 4:33,09 | Alenka Kejžar · Szlovénia                                                           | 4:33,80 |
|                          |                                                                                               |            | |         |                                                                                     |         |
| 4 × 50 m-es gyorsváltó   | Svédország · Josefin Lillhage · Therese Alshammar · Anna-Karin Kammerling · Cathrine Carlsson | 1:38,65    | Fehéroroszország · Aljakszandra Heraszimenya · Hanna Shcherba · Sviatlana Khakhlova · Alena Popchanka | 1:39,03 | Németország · Antje Buschschulte · Dorothea Brandt · Petra Dallman · Janine Pietsch | 1:39,56 |
| 4 × 50 m-es vegyes váltó | Svédország · Jenny Lind · Emma Igelström · Anna-Karin Kammerling · Therese Alshammar          | 1:48,42    | Németország · Janine Pietsch · Sarah Poewe · Nele Hofmann · Antje Buschschulte                        | 1:49,25 | Hollandia · Suze Valen · Madelon Baans · Chantal Groot · Marleen Veldhuis           | 1:50,56 |